# Coryphopterus
Genre
Coryphopterus est un genre de poissons marins appartenant à la famille des Gobiidae.

## Liste des espèces
Selon FishBase (2 fév. 2017)
- Coryphopterus alloides Böhlke & Robins, 1960
- Coryphopterus dicrus Böhlke & Robins, 1960
- Coryphopterus eidolon Böhlke & Robins, 1960
- Coryphopterus glaucofraenum Gill, 1863
- Coryphopterus hyalinus Böhlke & Robins, 1962
- Coryphopterus kuna Victor, 2007
- Coryphopterus lipernes Böhlke & Robins, 1962
- Coryphopterus personatus (Jordan & Thompson, 1905)
- Coryphopterus punctipectophorus Springer, 1960
- Coryphopterus thrix Böhlke & Robins, 1960
- Coryphopterus tortugae (Jordan, 1904)
- Coryphopterus urospilus Ginsburg, 1938
- Coryphopterus venezuelae Cervigón, 1966

Selon World Register of Marine Species (2 fév. 2017)
- Coryphopterus alloides Böhlke & Robins, 1960
- Coryphopterus curasub Baldwin & Robertson, 2015
- Coryphopterus dicrus Böhlke & Robins, 1960
- Coryphopterus eidolon Böhlke & Robins, 1960
- Coryphopterus glaucofraenum Gill, 1863
- Coryphopterus gracilis Randall, 2001
- Coryphopterus humeralis Randall, 2001
- Coryphopterus hyalinus Böhlke & Robins, 1962
- Coryphopterus kuna Victor, 2007
- Coryphopterus lipernes Böhlke & Robins, 1962
- Coryphopterus personatus (Jordan & Thompson, 1905)
- Coryphopterus punctipectophorus Springer, 1960
- Coryphopterus thrix Böhlke & Robins, 1960
- Coryphopterus tortugae (Jordan, 1904)
- Coryphopterus urospilus Ginsburg, 1938
- Coryphopterus venezuelae CervigÃ³n, 1966

Selon ITIS (15 nov. 2015) (non modifié depuis 2004)
- Coryphopterus alloides Böhlke & Robins, 1960
- Coryphopterus dicrus Böhlke & Robins, 1960
- Coryphopterus eidolon Böhlke & Robins, 1960
- Coryphopterus glaucofraenum Gill, 1863
- Coryphopterus hyalinus Böhlke & Robins, 1962
- Coryphopterus lipernes Böhlke & Robins, 1962
- Coryphopterus personatus (Jordan & Thompson, 1905)
- Coryphopterus punctipectophorus Springer, 1960
- Coryphopterus thrix Böhlke & Robins, 1960
- Coryphopterus urospilus Ginsburg, 1938
- Coryphopterus venezuelae Cervigón, 1966